# GO AHEAD (漫画)
『GO AHEAD』（ゴー・アヘッド）は、樋口大輔による日本の漫画。

## 概要
『月刊少年ジャンプ』（集英社）にて、2005年3月号から2006年7月号まで連載された。単行本は全4巻。アイスホッケーを題材としたスポーツ漫画である。ホッケー監修は"HOLY"堀川雅光。
試合中のプレーに関する描写は主人公が参加する練習試合が1試合だけあり、その他の試合に関しては合わせても10頁程度である。

## あらすじ
主人公伊崎勇睴はカナダでアイスホッケーをやっていたが、家庭の事情で宮崎県に引っ越してきた中学生。アイスホッケー環境のない南国でふてくされていたが、ある日プロ級のスラップショットを放つ新任教師相羽剛平と出会う。剛平は3年前NHLを目指すアイスホッケー選手だったが、そのチャンスを掴むキャンプに参加したため病気の弟の死に目に会えずアイスホッケーをやめてしまう。勇睴を中心とした南虹中の生徒達との部活動を通じて、剛平が再びアイスホッケー選手へと戻るまでの物語である。

## 登場人物

### 主要人物
伊崎 勇睴（いざき ゆうき）
本作の主人公。カナダ・モントリオール帰りの帰国子女である。南虹中学校1年生。ポジションはフォワード、スティックはライトハンド、背番号16。カナダにいた頃所属していたホッケーチームではジュニア選抜にも選ばれる程の実力だが、その矢先に家庭の事情で日本に戻ってきてしまった。
剛平の実力を目の当たりにして、そのプロ並みのテクニックとは裏腹に頑なにホッケーを忌避している彼の姿に納得がいかず、追いかけ回す。祖父は福岡県で大学生アイスホッケーチームの監督を務めており、時折アイスリンクで練習させてもらっている。当初はインラインスケートでトレーニングをしていたが、第1話で壊してしまっている。
相羽 剛平（あいば ごうへい）　
本編の実質的な主人公。退職した1年1組担任の教諭に変わって臨時採用された新任教師。担当教科は社会。年齢24歳、身長189cm、体重76kg、彼女いない歴17年。家族は両親と弟・大明。両親は共に教師である。採用後はミツコの夫が経営する下宿屋に住んでいる。
北海道・苫小牧出身で元々はK大ホッケーチームの大型センターフォワードとして活躍していたが、3年前に弟を亡くしたことから、アイスホッケーから逃げていた。しかし、勇睴やミツコを始めとした周囲の人々のおかげでホッケーの楽しさを思い出し、今までホッケーを自由にやらせてもらえた恩返しとして南虹中にアイスホッケー部を立ち上げ、冷蔵倉庫を使って練習用のスケートリンクを完成させる。NHLキャンプ前に合格祈願として弟から渡された御守り袋を彼の形見としていつも大事に持ち歩いている。
南虹中ホッケー部と苫小牧明信中の試合を切っ掛けに、試合を『見ているだけ』では我慢出来ないと気づいてしまい、ミツコの激励や勇睴との勝負を経て、プレイヤーとして再起すべく南虹中を去る。その後は世界レベルのホッケー選手となり、アイスホッケー日本代表の中心として活躍することになる。背番号88、レフトハンド。

### 南虹町立南虹中学校
小学校と併設した小さな学校で運動部は野球部とサッカー部程度しか無い。

#### 教員
山田 ミツコ（やまだ ミツコ）
南虹中学の校長にして剛平の恩師。就職難民直前だった剛平を自分の学校へと誘い、夫が経営する下宿屋に迎え入れる。剛平と勇睴を引き合わせた人物。剛平が小学校4年生の時の教諭で14年ぶりに再会した。剛平のファーストキスの相手である。
宮原（みやはら）
1年2組担任の女性教諭。眼鏡をかけている。見た目のイメージと異なり暴力教師である。

#### アイスホッケー部
林 利也（はやし としや）
眼鏡をかけている勇睴と同じクラスの生徒。クラスに馴染んでいなかった勇睴にも気遣い、アイスホッケーにも興味を持つ。運動音痴でスケートもままならないが、練習熱心で正確なパスが武器である。背番号6、レフトハンド。
高木 日菜子（たかぎ ひなこ）
勇睴の家の隣に住む1つ年上の女の子。格闘技道場の会長を父に持つ空手少女で、キレのあるハイキックが得意技。また、ハーフかクォーターの可能性がある。フィギュアスケートも習っており、後にホッケー部に入部する。エピローグでは「紅い旋風」の異名を持つ次世代の日本女子フィギュアを担う選手として活躍することになる。背番号5、レフトハンド。
成宮 隼人（なりみや はやと）
イケメンで女子に人気がある。6歳の頃は肥満児だったが日菜子と出会い恋をして体重が落ちた。年の離れた姉が2人いる。自称「ほほ笑みの貴公子」。反射神経と動体視力が良く、ポジションはゴールキーパー。背番号7。
大口 太（おおぐち ふとし）
小太りで前歯が欠けている。勇睴と同じクラスの生徒。あだ名は「フッティー」。姉が居る。背番号10。
長谷 寛（はせ ひろし）
勇睴と同じクラスの生徒。勇睴の事が気に入らず「スカシ野郎」と呼ぶ。アイスホッケーを馬鹿にした独り言を仁に聞かれ、暴行された後にホッケー部まで案内させられる。福岡での明信中との練習試合に個人的に駆けつけ、試合後はアイスホッケー部に入部する。
中武 美賢（なかたけ みさと）
髪型がおかっぱの女の子。勇睴と同じクラスの生徒。
花木 隆（はなき たかし）
目が細く頬がこけている。

### 苫小牧明信中学校
剛平の母校で北海道のアイスホッケー強豪校。全国中学生大会で優勝している。
麻倉 海（あさくら かい）
ホッケー部のコーチ。剛平とは中学から大学にかけてのチームメイトでライバル的存在。ホッケーから遠ざかっていた剛平が南虹中でホッケー部を創ったことをミツコから聞きつけ練習試合を申し込んでくる。一見紳士的な物腰だが、剛平に再会するなり関節技を仕掛けるなど、親しい相手には遠慮のない態度を取る。部員には「鬼軍曹」呼ばれている。右の口元にほくろがある。後に日本代表のキャプテンとなる。
五十嵐 仁（いがらし じん）
海と供に南虹中を訪れた際、勇睴と対戦し軽くあしらわれ、後に練習試合の主力として再戦する。暴力的な性格でプレースタイルは荒く、味方を怪我させるほどである。3軍のエースで普段から威張り散らしている。あだ名は「ジン」。ポジションはフォワード、背番号66、ライトハンド。
柴田（しばた）
海と供に南虹中を訪れ、仁の監視役をしていた。普段は眼鏡をかけているが試合前には外す。1年生にして1軍のレギュラー。過去に仁とコンビを組んでいた。背番号77、レフトハンド。作中では勇睴達とは対戦しない。

### その他の人物
相羽 大明（あいば ひろあき）
年の離れた剛平の弟で、愛称は「ヒロ」。プレイヤーとしての剛平の一番のファンにして理解者だったが、3年前に病気で亡くなってしまい、彼の死を切っ掛けに剛平はホッケーから遠ざかることになる。しかし、彼が兄へ渡した守り袋の中の「何があってもホッケーをやめないで下さい」というメッセージを3年越しに勇睴が開封したことで、その想いは剛平へと届けられた。
ヒュー
勇睴がモントリオールに居た頃のチームメイト。メールで連絡を取り合っている。エピローグでも登場する。
穴吹 勝（あなぶき まさる）
剛平の先輩で苫小牧出身。皇子製紙の選手だったが怪我のため引退し、妻と九州に引越して子供にアイスホッケーを教えている。
ガイ・フリーマン
カナダ代表のキャプテン。15年前、北海道で熊に襲われていた子供時代の剛平を助けた。背番号89。
麻倉 舞依（あさくら まい）
海の年の離れた妹。日本女子フィギュア界の新星で日菜子のライバル。年齢は日菜子より1つ下。スケーティングは優雅で可憐、「氷上の白い妖精」と呼ばれる。エピローグで登場する。

## 物語の舞台
観光スポットから外れた海沿いの小さな港町・南虹町（なんこうちょう）という宮崎県の架空の町で学校生活を送り、本格的な練習は福岡県のパピオアリーナで行われる。

## 単行本
ジャンプ・コミックス（集英社）より全4巻。第4巻には『月刊少年ジャンプ』2006年11月号、12月号に掲載された読切作品「神の番人」が収録されている。カバー下には描き下ろしのイラストが掲載されている。
第1巻から第3巻の巻末には「Face off The Hockey」という堀川雅光によるアイスホッケー解説がある。協力:日本アイスホッケー連盟、イラスト:石塚2祐子、デザイン:工藤毅史、写真：土田和幸、構成：金子長武。
また第1巻から第4巻の巻末に「脳内HIGUCHI Free Talk」という描き下ろしイラストやおまけ漫画があり、第3巻には作者によるこちら葛飾区亀有公園前派出所に登場するキャラクターのイラストや秋本治によるホイッスル!登場人物のイラスト等が掲載されている。
1. 2005年6月3日発売 ISBN 978-4-08-873807-9
2. 2005年10月4日発売 ISBN 978-4-08-873870-3
3. 2006年6月2日発売 ISBN 978-4-08-874122-2
4. 2007年1月4日発売 ISBN 978-4-08-874308-0

## 取材協力
- 堀川雅光（ホッケー監修）
- 伊藤忠商事相互会アイスホッケー部
- 日章学園アイスホッケー部
- 苫小牧市立明倫中学校アイスホッケー部
- 苫小牧スケートハウス
- 札幌フェニックス
- パピオアイスアリーナ
- 明治神宮外苑アイススケート場
- 軽井沢スケートセンター